# فرودگاه کرانه
فرودگاه کرانه (به انگلیسی: Beach Airport) یک فرودگاه همگانی بهره‌برداری هوایی است که یک باند فرود آسفالت دارد و طول باند آن ۱۲۸۰ متر است. این فرودگاه در کشور ایالات متحده آمریکا قرار دارد و در ارتفاع ۸۴۰ متری از سطح دریا واقع شده‌است.